# Стоенский, Пётр (старший)
Пётр Стоенский, известный также, как Пьер Статориус (пол. Piotr Stoiński, Piotr Stojeński фр. Pierre Statorius; 1530, Тонневиль, Приморская Сена — 1591, Пиньчув или Краков, Речь Посполитая) — первый польский грамматик, теолог, полемист, просветитель, один из переводчиков Брестской Библии.

## Биография
Француз по происхождению. Согласно письму Теодора Беза, швейцарского реформатора, сподвижника и преемника Жана Кальвина Статориус был его учеником в Лозанне. Стал одним из важных идеологов кальвинизма во Франции и Швейцарии.
Спасаясь от религиозных преследований в 1559 году, Статориус приехал в Речь Посполитую при Сигизмунде II Августе и часто получал от него дипломатические поручения. Поселился среди польских братьев. Натурализировавшись в Польше, сменил фамилию на Стоенский.
Сначала служил проповедником в Кракове. По приглашению Франческо Лисманини был ректором Кальвинистской академии в Пиньчуве.
Его сын Пётр Стоенский (младший) также был выдающимся деятелем Реформации в Польше.

## Научная деятельность
Составил первую польскую грамматику, в которую включил также очерк истории польского языка в первой половине XVI века, под заглавием: «Polonicae grammaticae institutio» (Краков, 1568). Грамматика Статориуса имеет важное историческое значение по богатству приведенного материала.
Ревностный кальвинист, он издал много сочинений в защиту своего исповедания.

## Избранные труды
- Polonicae grammatices institutio. В eorum gratiam qui eius linguae elegantiam cito & facile addiscere cupiunt (Краков, 1568)
- De Jesu Christo Dei Patris hominumque mediatore ode diclos tetrastrophos (ода, 1569)
- In Joannis a Lasko… funebris oratio, (Пиньчув, 1560)
- In duos Martini Cromeri dialogos (Пиньчув, 1560)
- Brevis apologia… (Пиньчув, 1560)
- Gymnasii Pinczoviensis institutio (около 1560)
- Emanuel seu de aeterno verbo (Пиньчув, 1561)
- Biblia święta, to jest Księgi Starego i Nowego Zakonu (перевод, Брест, 1563)